# Spikkelsteelveldridderzwam
De Spikkelsteelveldridderzwam (Melanoleuca verrucipes) is een schimmel behorend tot de familie Tricholomataceae. Hij komt voor op tuinen, parken en lanen tot aan loofbos en bossingels. Hij leeft saprotroof op de grond en compost- of bladhopen in elzen en populierenbos op natte tot vochtige bodems, ook in ruigtevegetatie.

## Kenmerken
Deze paddenstoel is fors, bleek een heeft een hoed met een diameter van 12 cm. Hij is in het veld goed te herkennen aan de unieke steel met de zwarte tot okerbruine, mooi geformeerde schubjes op een witte ondergrond. 
De sporen zijn 8,0-10,5 × 5,5-6,0 µm met een Q-getal van 1,8.

## Verspreiding
In Nederland komt de spikkelsteelveldridderzwam vrij algemeen voor. Hij staat niet op de rode lijst en is niet bedreigd. Hij werd voor het eerst gevonden in 1987 in Nunspeet. 

## Foto's

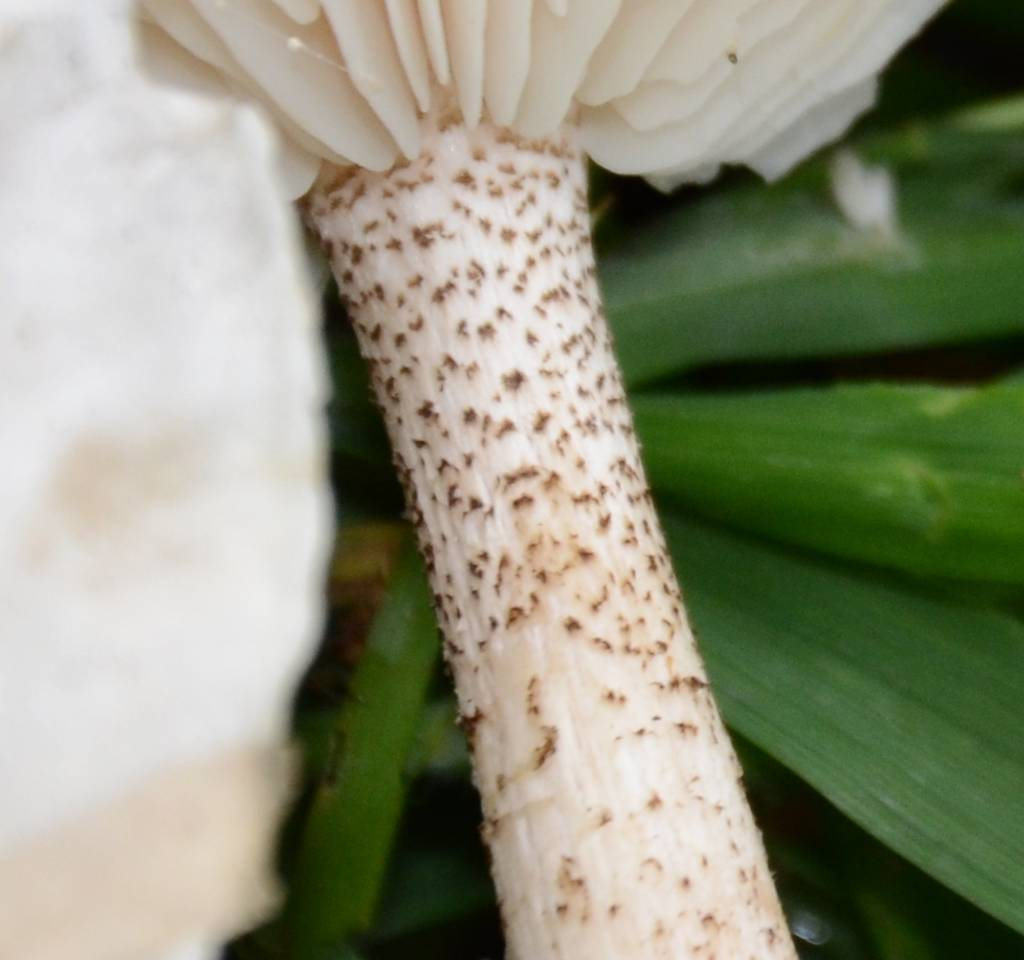
Steel
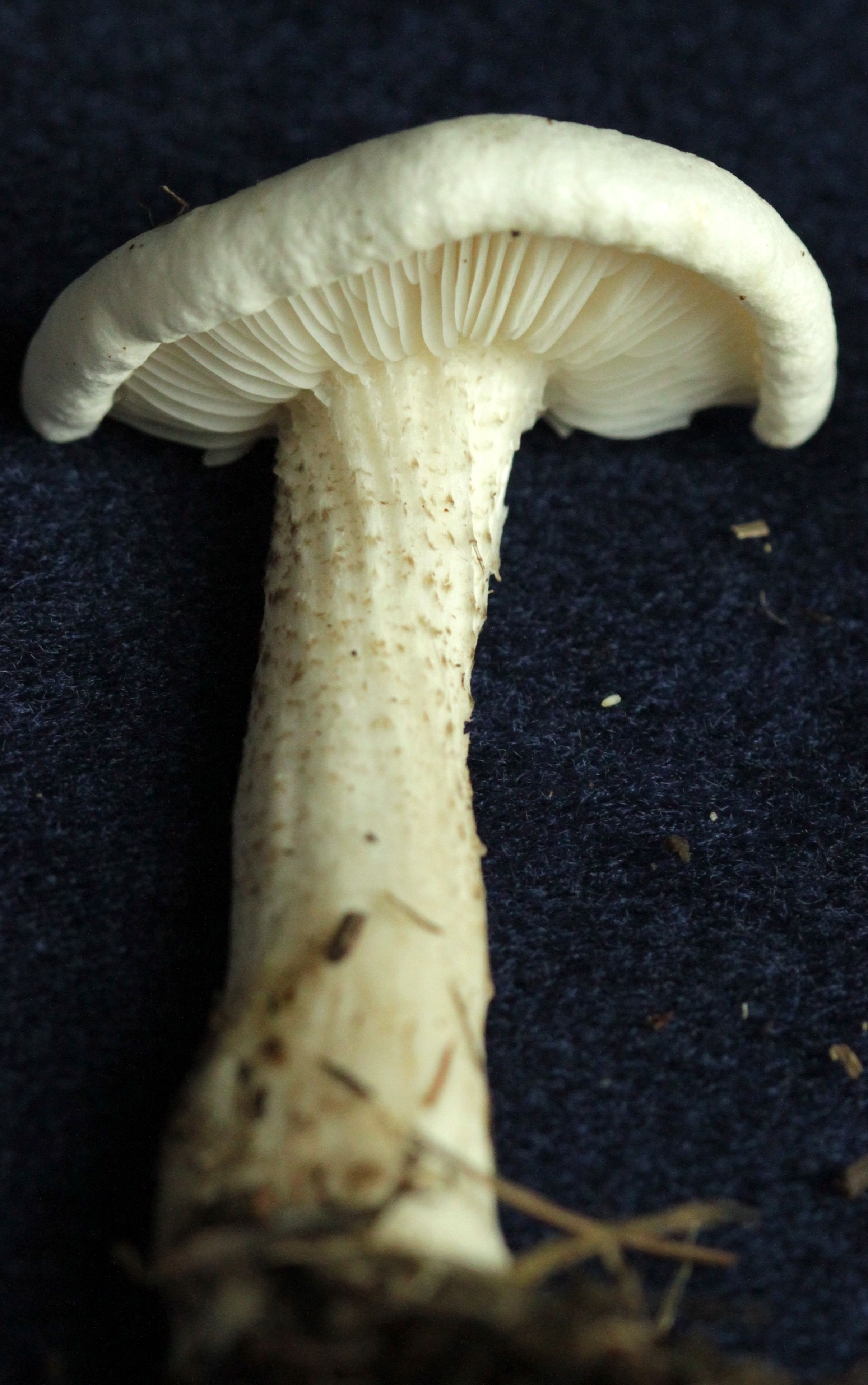
Lamellen